# Drugi čečenski rat
Drugi čečenski rat bio je oružani sukob koji se vodio između oružanih snaga Ruske Federacije i Čečenske Republike Ičkerije u razdoblju od 26. kolovoza 1999. do 30. travnja 2000., kada su trajale glavne ratne operacije. U nastavku: od svibnja 2000. do travnja 2009. godine, sukob se nastavio u obliku protu-gerilskog rata. 

## Okolnosti pred rat
Nakon što su se u jesen 1996. ruske federalne snage povukle iz Čečenije, čime je zavrio Prvi čečenski rat, Čečenija je de facto postala nezavisna država. Unatoč tome, bila je međunarodno priznata samo od strane Gruzije i afganistanskih talibana. Na unutarnjem planu, središnja vlast u prijestolnici – Groznom imala je slabu kontrolu nad području šire Čečenije van Groznog, gdje su stvarnu vlast držali radikalnom islamizmu skloni gospodari rata. Na političkoj sceni iskristalizirale su se pak dvije dominantne političke struje: nacionalistička i islamistička. Nakon smrti Džohara Dudajeva, na čelnu poziciju Čečenije izabran je umjereniji političar Aslan Mashadov, no on uskoro počinje gubiti utjecaj od strane radikalnijih islamista koji su ga politički napadali s tih pozicija. Budući da je čečensko gospodarstvo bilo u lošem stanju, kriminal je procvjetao, a kao veoma unosan biznis pojavile su se otmice ljudi. U ožujku 1999., žrtva jedne takve otmice bio je specijalni poslanik ruskog ministarstva unutarnjih poslova u Čečeniji; general Genadij Špigun, koji je pronađen mrtav u zračnoj luci u Groznom, što je izazvalo bijes u Moskvi. Ništa bolje nisu prošli ni radnici britanske telekomunikacijske kompanije Granger Telecom na radu u Čečeniji, koji su 1998. oteti a zatim pronađeni ubijeni (neki od njih dekapitirani). 1999. Mashadov radi kompromisa s islamističkom strujom uvodi šerijat u Čečeniju.

### Rat u Dagestanu
U kolovozu 1999., radikalni islamisti i vehabije iz Čečenije predvođeni ratnim vođama Šamilom Basajevom i Ibn Al Hatabom (porijeklom Saudijcem), upali su snagama jačine nekoliko tisuća pobunjenika u susjedni Dagestan (republika u sklopu Ruske Federacije) s ciljem poticanja ustanka, te stvaranja Islamske države na Sjevernom Kavkazu. Nakon intervencije ruske federalne vojske, u roku od nekoliko tjedana pobunjenici su istjerani nazad u Čečeniju, čiji se predsjednik Mashadov cijelo vrijeme glasno protivio akcijama Basajeva i Hataba, te je, štoviše, Rusima predlagao zajedničke akcije protiv islamističkih odmetnika.

### Bombaški napadi na stambene zgrade
U bombaškim napadima u rujnu 1999. godine, raznesene su stambene zgrade u Moskvi, Bujnaksku i Volgodonsku, pri čemu je živote izgubilo tristotinjak ljudi. Prema službenoj istrazi ruske tajne službe FSB-a, za napad su optuženi čečenski pobunjenici, međutim pokušaji nezavisnih istraga bili su opstruirani. Istraživači poput Ane Politkovskaje i Aleksandra Litvinjenka završili su ubijeni, pri čemu je primjerice Litvinjenko o napadu govorio kao akciji FSB-a s ciljem da se pridobije podrška javnosti za novi rat u Čečeniji.
- Rat u Dagestanu, zajedno s bombaškim napadima bili su povodom za Drugi čečenski rat

## Rat
Ratne operacije u Čečeniji, Rusi su započeli krajem rujna 1999., gomilanjem snaga jačine 20-50 tisuća ljudi uz granicu s Čečenijom, nakon čega je uslijedila zračna kampanja u kojoj je Rusko ratno zrakoplovstvo gađalo kritičnu infrastrukturu; telekomunikacijske sustave, i elektroprivredu. 23. rujna 1999. gađana je zračna luka u Groznom. U zračnim napadima sporadično su pogibali i civili.
1. listopada 1999. Vladimir Putin izjavio je da je "autoritet čečenskog predsjednika Mashadova nelegitiman", nakon čega je krenula kopnena invazija. Nedugo nakon ulaska federalne vojske u Čečeniju, glavni čečenski muftija Ahmad Kadirov objavio je svoj prelazak na rusku stranu, navodno jer se je ideološki protivio vehabizmu. U prvoj fazi, ruske kopnene snage uspostavile su "tampon zonu" na području sjeverno od rijeke Terek, nakon čega su nastavili napredovati. Tijekom studenog, do početka prosinca 1999. osvojili su gradove Gudermes i Argun.
Do početka prosinca, Rusi su stigli do Groznog, kojeg su stavili u okruženje. Opsada je trajala do početka veljače 2000. godine kada je Putin objavio "kraj operacija", međutim nekoliko tisuća čečenskih boraca uspilo se probiti iz okruženja, te povuklo u planinske krajeve Čečenije.